# Eduardo Chapero-Jackson
Eduardo Chapero-Jackson (Madrid, 1971) es un director, guionista y productor de cine español. De padre español y madre estadounidense, estudió Bellas Artes en la School of Visual Arts de Nueva York y cursó cine en la Universidad de Nueva York. 
Se formó en interpretación, dirección de actores y dramaturgia de la mano de diversos mentores como Fernando Piernas, Eduardo Recabarren, Augusto Fernández, Lidia García, Greta Seacat, Juan Carlos Corazza, etc. También realizó la formación en Psicología Gestalt por la Escuela Ciparh de Madrid.

## Trabajos
Trabajó durante varios años en la productora Sogecine como coordinador de producción, desarrollo de guiones. Allí fue productor asociado de películas como Los otros, de Alejandro Amenábar, además de participar en la producción de Mar adentro, ganadora del Oscar a la mejor película extranjera, Los amantes del círculo polar, Abre los ojos, Lucía y el sexo, entre muchas otras.
Deja la compañía para dedicarse de pleno a la escritura y dirección; sus tres cortos, Contracuerpo (2005, nominado al Goya. Competición Oficial del Festival de Venecia.), Alumbramiento (2007) y The End (2008), suman más de 150 premios en festivales del todo el mundo, en entre ellos el de Mejor Cortometraje Europeo en el Festival de Venecia y Mejor Cortometraje por la Academia Europea de Cine. En 2009 se estrenaron como trilogía bajo el título A Contraluz en salas comerciales España, un hito el la distribución de cortometrajes. 
En 2011 estrena Verbo, su primer largometraje, seleccionado por el Festival de San Sebastián, Festival de Sitges y nominado a tres Goya, incluido Mejor Director Novel. Distribuida en diversos países.  
En 2012 dirige ficción para televisión y publicidad como realizador de la productora Tesauro. Escribe y dirige Los Mundos Sutiles, híbrido entre documental y ficción, Mención Especial del Jurado en el Festival de Valladolid, nominada a los Goya 2013 al Mejor Documental y proyectada en países de todo el mundo. Esta supone su tercera nominación como director: primer corto, primer largo, primer documental; un récord en la Academia española de primeras nominaciones. 
En 2016 dirige la pieza audiovisual Un viaje a través del José Alfredo para la formación musical DE LA PURÍSSIMA. Una suerte de Tetraclip donde el universo de esta banda madrileña se mezcla con el del pintor CEESEPE. Protagonizado por la líder del grupo y actriz Julia de Castro junto a Bárbara Lennie y Javier Rey entre otros. 
Actualmente se encuentra en preproducción de El Séptimo Sueño, que comenzará rodaje a finales del 2014.

## Filmografía

### Director y guionista
- Contracuerpo (corto)
- Alumbramiento (corto)
- The End (corto)
- Verbo (2011)
- Los mundos sutiles (2012)
- El séptimo sueño -en desarrollo- (2015)
- La embajada - serie de Bambú Producciones para Antena 3 (2016)
- Tiempos de guerra - serie de Bambú Producciones para Antena 3 (2017)
- El embarcadero - serie de Atresmedia Studios y Vancouver Media para Movistar+ (2019)
- Élite: Historias breves - serie para Netflix (2021-presente)

### Productor
- Alumbramiento (productor ejecutivo)
- Un viaje mar adentro (productor)
- Los otros (productor asociado)